# 클레어 부스 루스

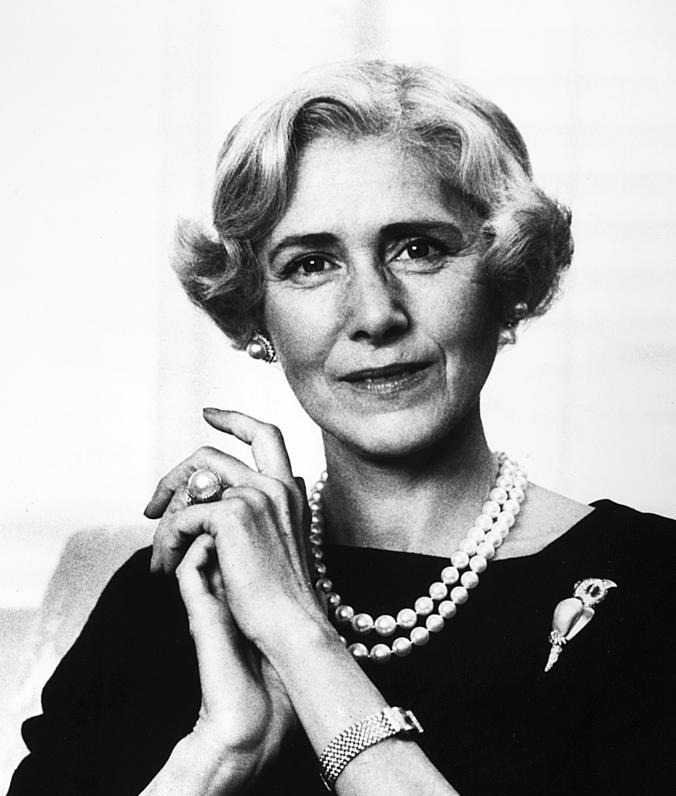

클레어 부스 루스(Clare Boothe Luce, 성씨: Ann Clare Boothe, 1903년 3월 10일 ~ 1987년 10월 9일)는 미국 작가, 정치인, 미국 대사, 공공 보수주의자였다. 다재다능한 작가인 그녀는 모두 여성 출연진인 1936년 히트작 The Women으로 가장 잘 알려져 있다. 그녀의 글은 드라마와 스크린 시나리오에서 소설, 저널리즘, 전쟁 보도에 이르기까지 확장되었다. 타임 (잡지), 라이프 (잡지), 포춘 (잡지) 및 스포츠 일러스트레이티드의 출판사인 헨리 루스와 결혼했다.
정치적으로 루스는 말년에 선도적인 보수주의자였으며 반공주의로 잘 알려져 있었다. 젊었을 때 그녀는 버나드 바뤼크의 제자로서 잠시 프랭클린 루즈벨트 대통령의 자유주의에 동조했지만 나중에는 루즈벨트에 대한 노골적인 비판자가 되었다. 제2차 세계대전 당시 영미 동맹의 강력한 지지자였지만, 인도의 영국 식민주의에 대해서는 노골적으로 비판적인 입장을 유지했다.
카리스마 있고 강력한 연설가로 알려진 그녀는 특히 1946년 가톨릭으로 개종한 후 웬들 윌키에서 로널드 레이건에 이르기까지 모든 공화당 대통령 후보를 위해 캠페인을 벌였다.